# Buck Clayton
Wilbur Dorsey Clayton dit Buck Clayton, né le 12 novembre 1911 à Parsons et mort le 8 décembre 1991 à New York, est un trompettiste, arrangeur et chef d'orchestre de jazz américain.

## Biographie
Buck Clayton débute dans des orchestres de danse, puis travaille à Shanghai de 1934 à 1936 avec Teddy Weatherford (en). De retour aux États-Unis, il joue dans l'orchestre de Count Basie jusqu'en 1943. Après un séjour dans l'armée américaine de 1943 à 1946, il participe plusieurs fois aux tournées des concerts Jazz at the Philharmonic, se produit en Europe en 1949 et 1953, joue dans le quartet de Joe Bushkin (1951-1953) et joue ensuite à New York à la tête d'une petite formation. Il revient en Europe avec son propre groupe en 1959, 1961 et 1965. Il fut un grand ami du musicien, producteur et animateur français Jean-Marie Masse, qu'il appelait « mon pote, mon frère » et qui était le parrain de sa fille Candice. Il dirige pour la dernière fois son Swing Bang au 8e festival de Gordes (Vaucluse) le 18 juillet 1991. Il fait partie des très grands solistes du middle jazz.

## Discographie

### Enregistrements avecCount Basie
- Swinging At The Daisy Chain (1937)
- Good Morning Blues (1937)
- Topsy (1937)
- Dickie's Dream (1939)
- Goin' To Chicago (1941)
- Fiesta In Blue (1941)
- Sugar Blue (1942)
- Bugle Blues (1942)
- Royal Garden Blues (1942)

### Autres enregistrements
- Without your love (avec Billie Holiday , 1937)
- Way Down Yonder In New Orleans (avec The Kansas City Six, 1938)
- Lester's dream (avec Benny Goodman , 1940)
- Beyond the blue horizon (avec Coleman Hawkins , 1944)
- Them there eyes (avec Don Byas , 1945)
- I Got Rhythm (avec le J.A.T.P., 1946)
- Sweet georgia brown (avec Benny Carter , 1946)
- Back To Buck (1946-1949)
- Night Life In Pompei (avec Earl Hines, 1949)
- Rhythm Business (1949)
- Blues In First (1949)
- Lazy River (1953)
- The Huckle-Buck (1953)
- Robbins' Nest (1953)
- How Hi The Fi (1954)
- The Benny Goodman Story (avec Benny Goodman, 1955)
- Jazz Spectacular (avec Frankie Laine, 1956
- Carnegie Hall Concert (avec Billie Holiday, 1956)
- After Hours (1956)
- Buckin' The Blues (1957)
- Olympia Concert (1961)
- Baden-Switzerland (1966)